# Cis evanescens
Cis evanescens es una especie de coleóptero de la familia Ciidae.

## Distribución geográfica
Habita en Hawái.